# 신흥 (기업)
주식회사 신흥은 대한민국의 치과용 기자재 제조 및 유통 기업으로,본사는 서울특별시 중구 청파로 450 (중림동) 신흥빌딩 8층에 있다.